# Too Bad
A Too Bad egy 2006-os dancehall album Buju Bantontól.

## Számok
1. Your Night Tonight
2. Try Offa Yuh
3. Nothing
4. Too Bad
5. Waistline
6. Jig
7. Me & Oonu
8. Til It Bend
9. Hey Boy
10. Go Slow
11. Driver A
12. Girl U Know
13. Lonely Night
14. Who Have It
15. Better Day Coming
16. Don & Dupes (With Pinchers)
17. Fast Lane